# Státní znak Palau
Státní znak Palau nebyl po vyhlášení republiky nikdy zaveden, jeho funkci plní státní pečeť. Ta má ve středu modrou kresbu tradiční budovy bei, stojící na kamenech, pod kterými je rok vyhlášení republiky (1981). Přes dům je na žerdi dvakrát přeložený praporek ve tvaru vlaštovčího ocasu s anglickým nápisem OFFICIAL SEAL (česky Úřední pečeť). Kolem středu je v bílém mezikruží, ohraničené z obou stran ozdobnou šňůrou, v horní části opis názvu zákonodárného orgánu OLBIIL ERA KELULAU a v dolní části anglický název státu REPUBLIC OF PALAU (oba modré).
Budova bei je tzv. dům shromáždění, který se nachází na každém ostrově (hlavních ostrovů je 26) a slouží k jednání zástupců obyvatel a k pořádání společenských slavností či obřadů. Kameny (16 a dva postranní), na kterých dům stojí, představují jednotlivé státy spolkové republiky (států je 16).

## Historie
Palau, ostrovy v západní části souostroví Karolíny objevil roku 1543 španělský mořeplavec Ruy Lopez de Villalobos. Španělé si od roku 1686 ostrovy nárokovali, neproběhl však žádný průzkum ani kolonizace. V roce 1710 bylo souostroví znovuobjeveno Franciscem de Padillou, pojmenováno Islas Palaos a od roku 1875 prohlášeno součástí Španělské východní Indie. V roce 1899 bylo souostroví odkoupeno po Španělsko-americké válce Německem a administrativně připojeno k Německé Nové Guineji. V roce 1914 byly ostrovy obsazeny Japonskem, které je roku 1919 (po porážce Německa v 1. světové válce) získalo na základě Versailleské mírové smlouvy. V roce 1920 bylo souostroví prohlášeno mandátním územím Společnosti národů Tichomořské ostrovy pod japonskou správou. Souostroví bylo přejmenováno na Ostrovy jižních moří. Roku 1935 bylo souostroví prohlášeno za nedílnou součástí Japonského císařství. Od roku 1944 bylo Palauské souostroví postupně obsazováno americkými vojáky a v roce 1947 bylo území začleněno do Poručenského území Tichomořské ostrovy OSN pod správou USA. Znak zaveden nebyl, avšak vysoký komisař užíval od roku 1947 svou pečeť. Ta znázorňovala ostrovní krajinu s palmou a strážní kánoí. Přes ně byl položen dvakrát přeložený praporek ve tvaru vlaštovčího ocasu s anglickým nápisem OFFICIAL SEAL (česky Úřední pečeť). V mezikruží pečeti byl v horní části anglický opis HIGHT COMMISSIONER (česky Vysoký komisař) a v dolní části TRUST TERRITORY OF PACIFIC ISLANDS (česky Poručenské území Tichomořských ostrovů). Pečeť byla vyobrazena (v tmavě modré barvě) i na (bílé) vlajce vysokého komisaře. (nejsou obrázky)
Po různých změnách (změny statusů, změny správních oblastí či vyčleňování některých oblastí) byla 9. července 1980 přijata ústava budoucí Palauské republiky a 1. ledna 1981 byl jednostranně vyhlášen autonomní stát v rámci Poručenského území Tichomořských ostrovů. Státní znak zaveden nebyl ale jeho funkci plní až do současnosti státní pečeť, jejíž základ pochází z roku 1955, kdy byly ostrovy jednou ze správních oblastí Poručenského území Tichomořských ostrovů.
10. ledna 1986 se na základě smlouvy stala Palauská republika přidruženým státem USA, smlouva však nebyla v referendech z let 1982–1990 schválena. V roce 1990 bylo Poručenské území Tichomořské ostrovy zrušeno a Palau zůstalo poručenským územím OSN. V květnu 1994 byla dohodnuta (mezi Palau a USA) plná nezávislost Palauské republiky, která vstoupila v platnost 1. října 1994. Ke stejnému datu vstoupila platnost dohoda o volném přidružení k USA. Plná nezávislost neměla vliv na palauské státní symboly.